# Polypetalae
Polypetalae is een botanische naam die lang in gebruik geweest is, maar op het ogenblik uit de mode is, al mag ze nog wel gebruikt worden. Het is een beschrijvende plantennaam en betekent "planten met veel (= losse) kroonbladen".
De naam wordt gebruikt, bijvoorbeeld in het systeem van Bentham & Hooker, voor een hoofdgroep van vele plantenfamilies, die gekarakteriseerd wordt door een bloemkroon die uit duidelijk losse delen bestaat. Zij verdeelden die groep onder in de Thalamiflorae, Disciflorae en Calyciflorae. De groep is ruwweg te vergelijken met de Choripetalae in het Wettstein-systeem.